# Jordi Mir Gisbert
Jordi Mir Gisbert (Barcelona, 3 de marzo de 1930 – Barcelona, 9 de junio de 2025) fue un pintor catalán con una larga y rica trayectoria artística, caracterizada por la experimentación formal, una dedicación absoluta a la pintura y una mirada profundamente personal sobre la ciudad, la arquitectura y los espacios urbanos.

## Biografía
Nació en Barcelona y residió toda su vida en el barrio del Camp de l’Arpa. Su infancia transcurrió entre la Guerra Civil y la posguerra, época en la que despertó su afición por el dibujo. Inició estudios en una academia artística situada en la calle Portaferrissa, reconocida por su prestigio dentro del ambiente artístico barcelonés. Paralelamente, trabajaba en la empresa familiar de litografía, donde adquirió conocimientos sobre el color, los bocetos y las técnicas gráficas y litográficas.
En 1947, cuando tenía tan solo diecisiete años, perdió a sus padres, Josep Maria y Joaquima.
Como consecuencia de la situación económica y la corta edad de sus cuatro hermanos, la empresa familiar no pudo continuar y él se vio obligado a trabajar en una fábrica textil. Allí se especializó en la mezcla y formulación de tintes. Años más tarde, un giro en su trayectoria laboral le permitió retomar su verdadera vocación: la pintura. Fue entonces cuando inició una etapa centrada en el arte abstracto.
A lo largo de su vida, exploró diversas técnicas como el puntillismo con tinta, los relieves en madera y la pintura al óleo con temáticas urbanas y arquitectónicas. Fue una persona solitaria, de hábitos discretos, y completamente entregada a la pintura. Continuó creando hasta el año 2023, dejando una producción de más de 220 obras de gran calidad. Gran aficionado al Barça, al tenis y al deporte en general, su arte también reflejaba la pasión y la constancia con las que vivía.
Estuvo casado con Pepa, con quien tuvo dos hijas: Anna y Marta. La pareja se separó durante la adolescencia de las niñas. Jordi Mir tuvo tres nietos: Carla, Roger y Oriol.
Falleció el 9 de junio de 2025 a la edad de 95 años.

## Trayectoria artística
Comenzó a exponer a finales de los años sesenta. Su primera exposición tuvo lugar en 1967 en el Ayuntamiento de L’Hospitalet de Llobregat. A partir de entonces, su obra se pudo ver en numerosas exposiciones individuales y colectivas en toda Cataluña y en otras ciudades de España: Manresa, Barcelona (Palau de la Virreina, Galería Època, Galería Magdalena Baxeras), Sabadell, Lleida, Calafell, Madrid (Galería Ra del Rey), entre otras.

Durante los años ochenta y noventa, destacó por una obra centrada en paisajes industriales y escenas urbanas nocturnas. A partir de 1990, comenzó a plasmar las calles solitarias de Barcelona, captando su espíritu arquitectónico y emocional. En el año 2000 realizó un viaje a Nueva York junto a sus hijas, donde tomó numerosas fotografías que inspiraron una parte importante de su producción posterior, dedicada a la ciudad de los rascacielos. También dedicó un ciclo de pinturas a Venecia. Muestra de cada época:

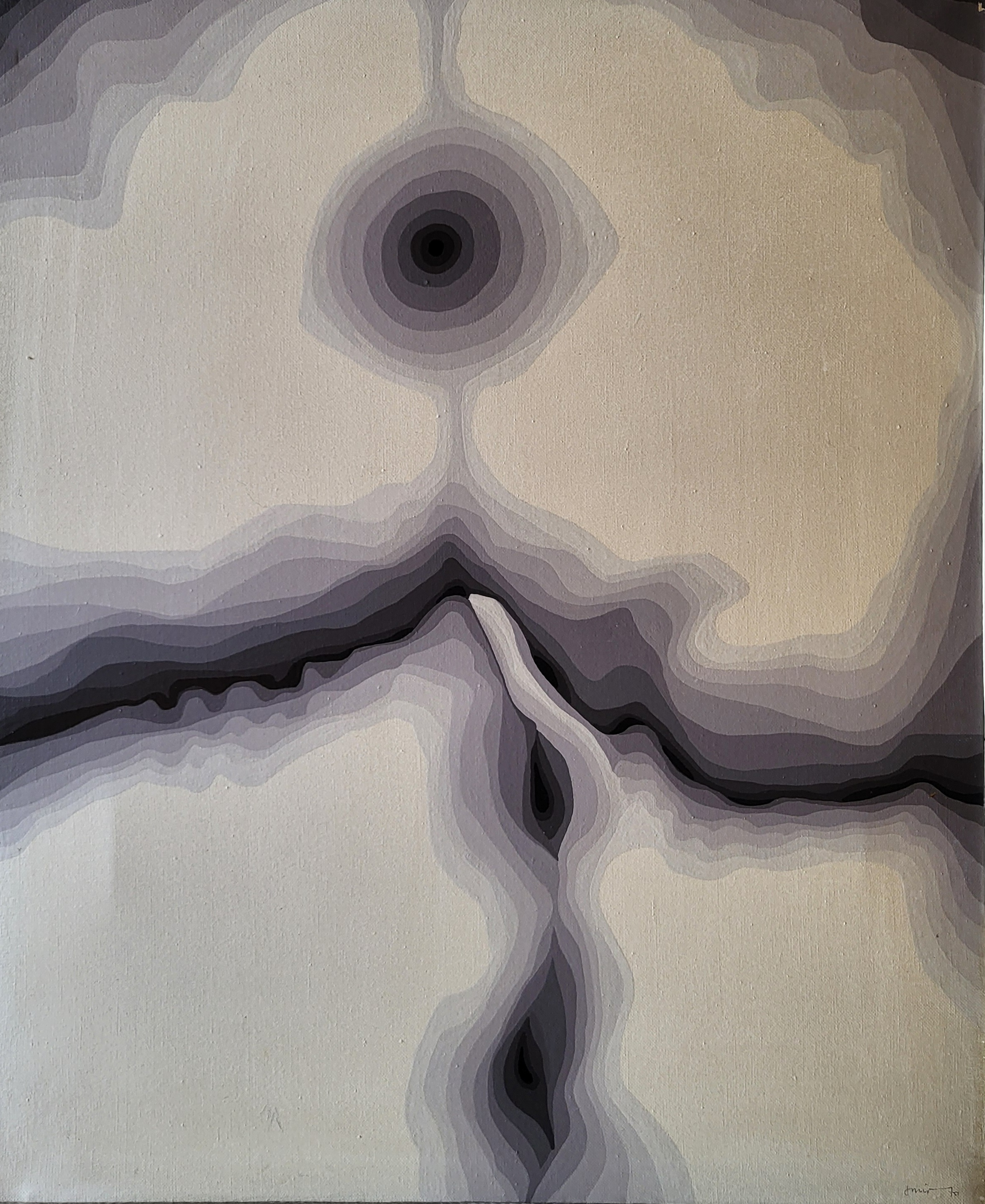
128 - Composició 12x27- 1970
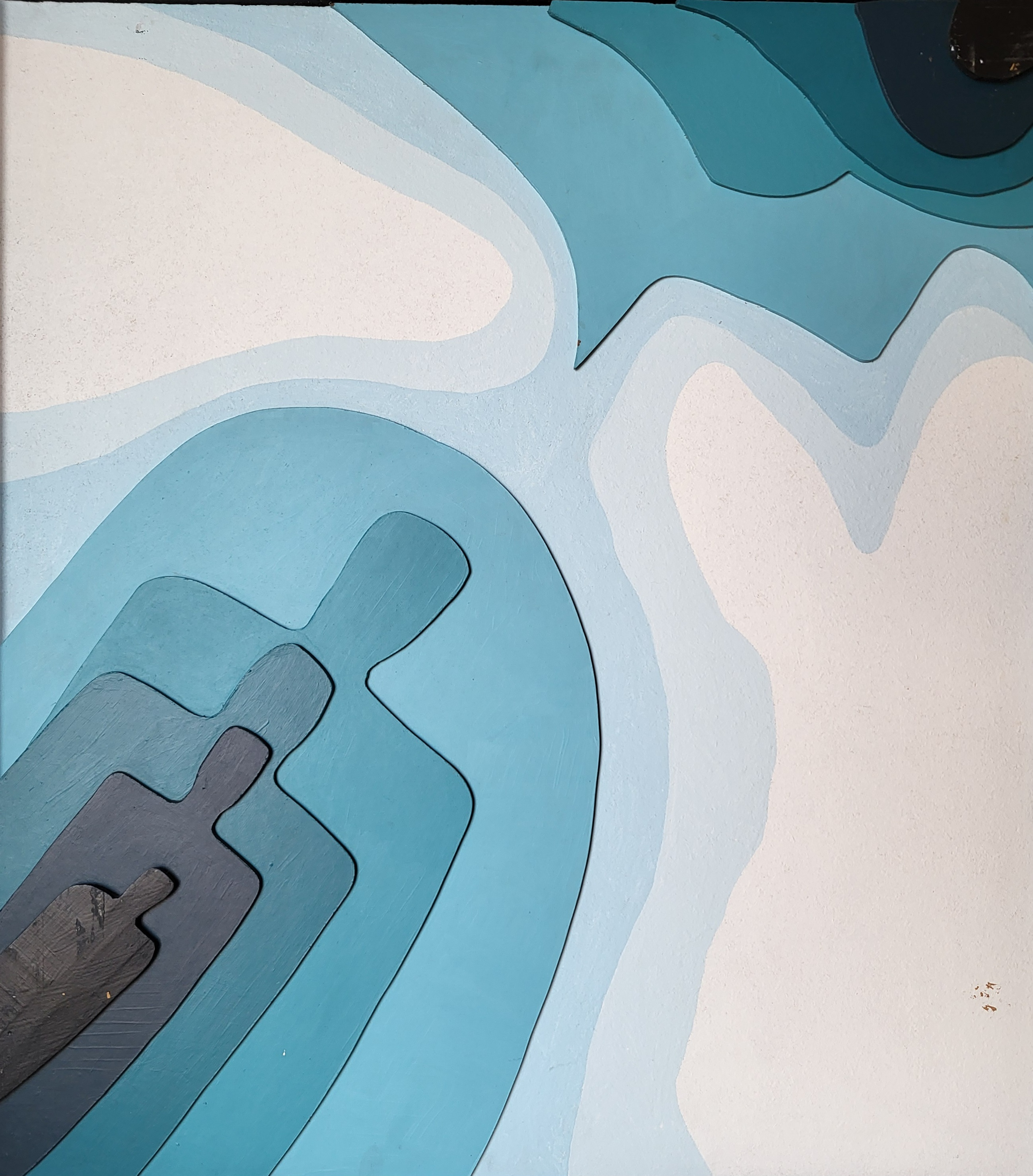
122 - Composició fusta - 1970
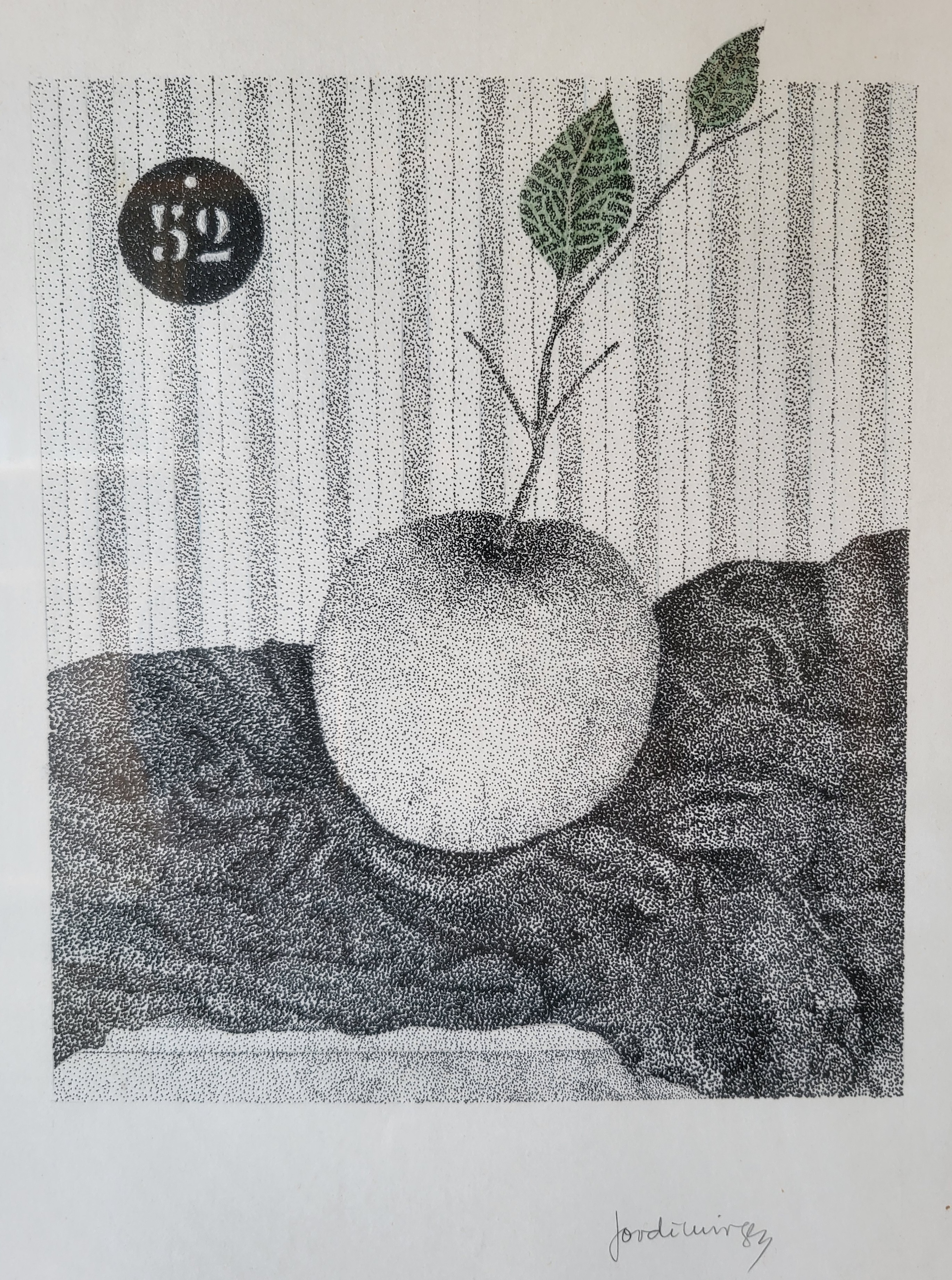
109 - Poma - 1983 (Puntillisme)
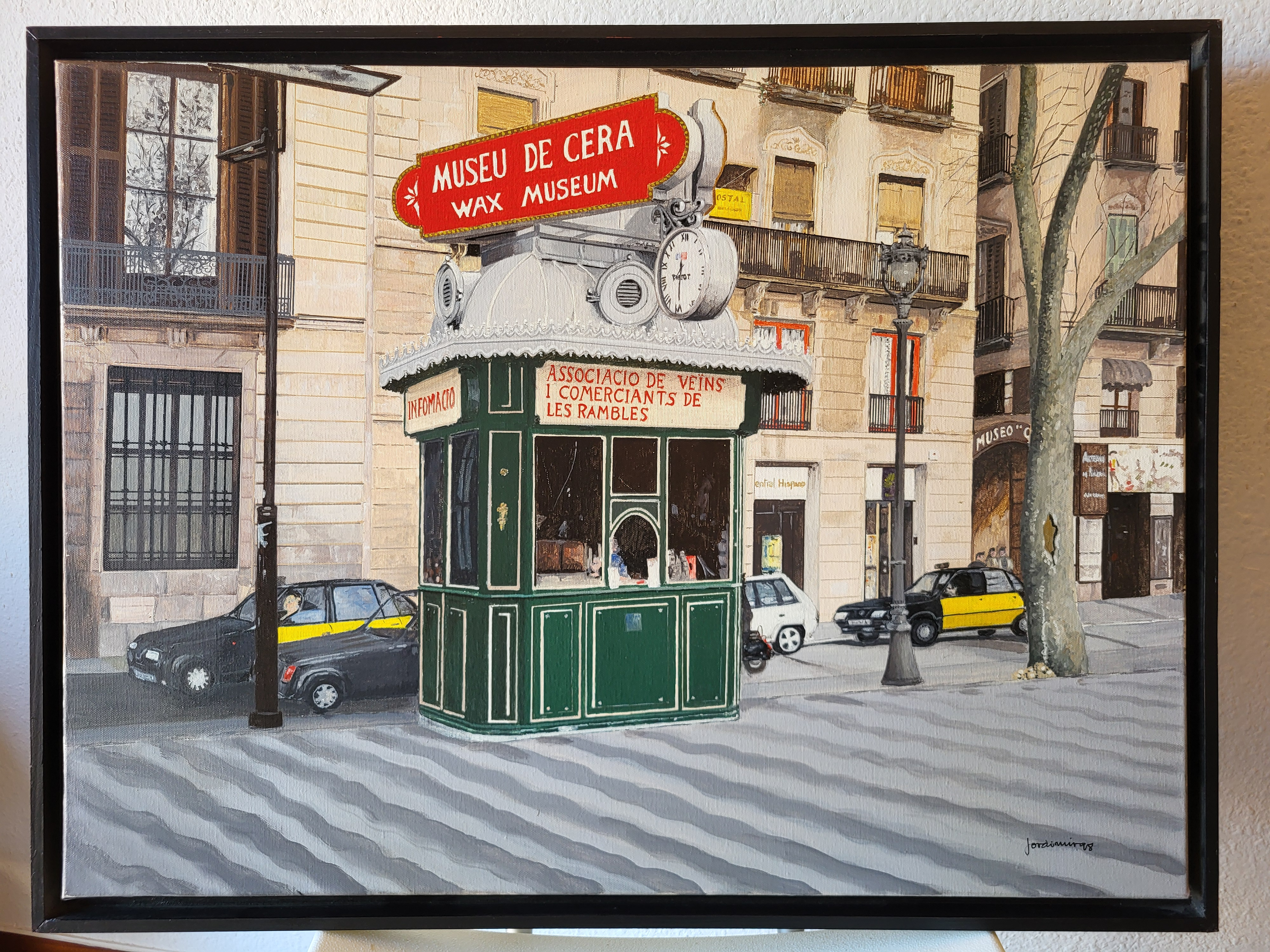
185 - Museu de Cera, La Rambla (Barcelona) - 1998
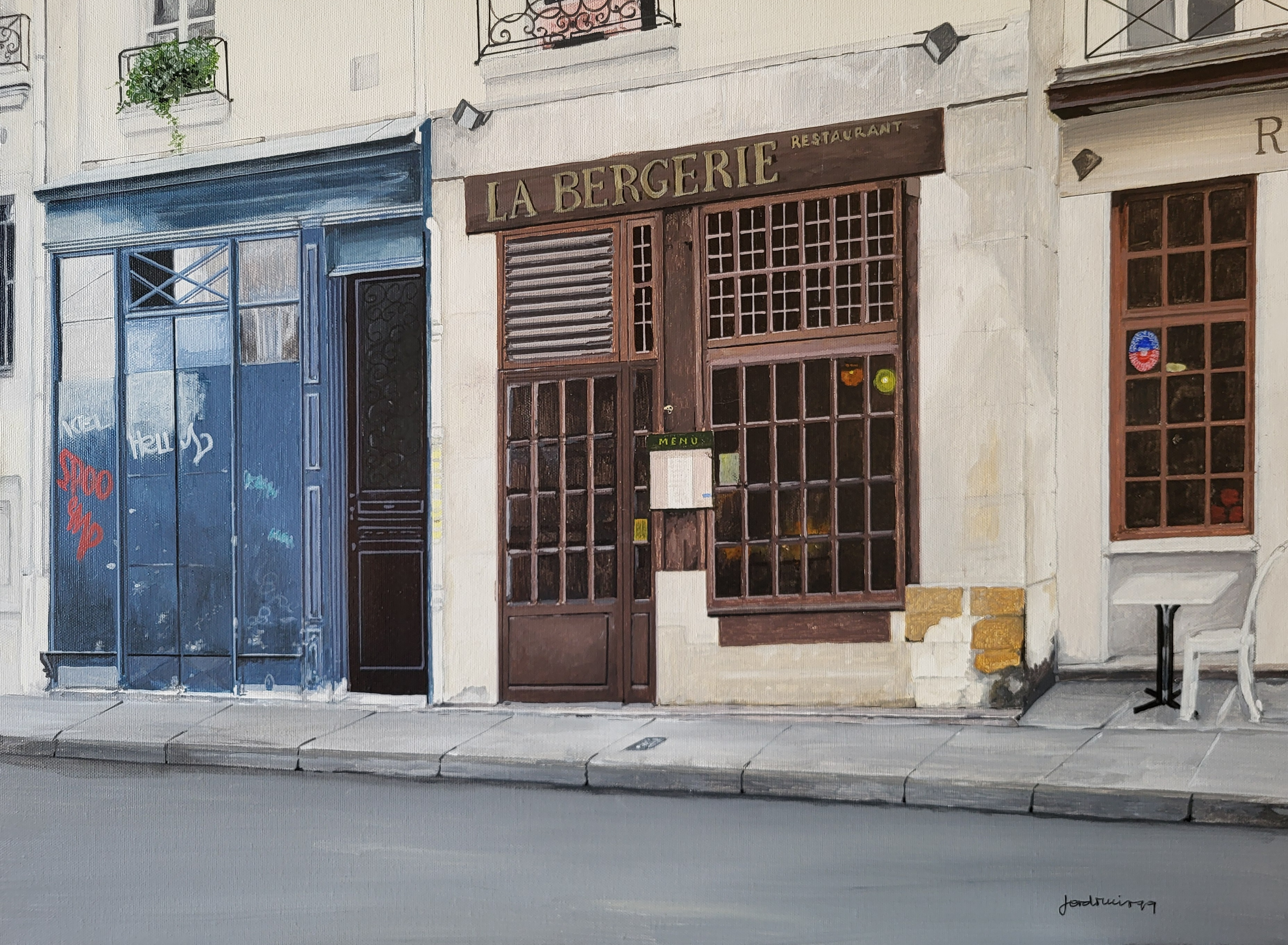
118 - La Bergerie (Paris) - 1999
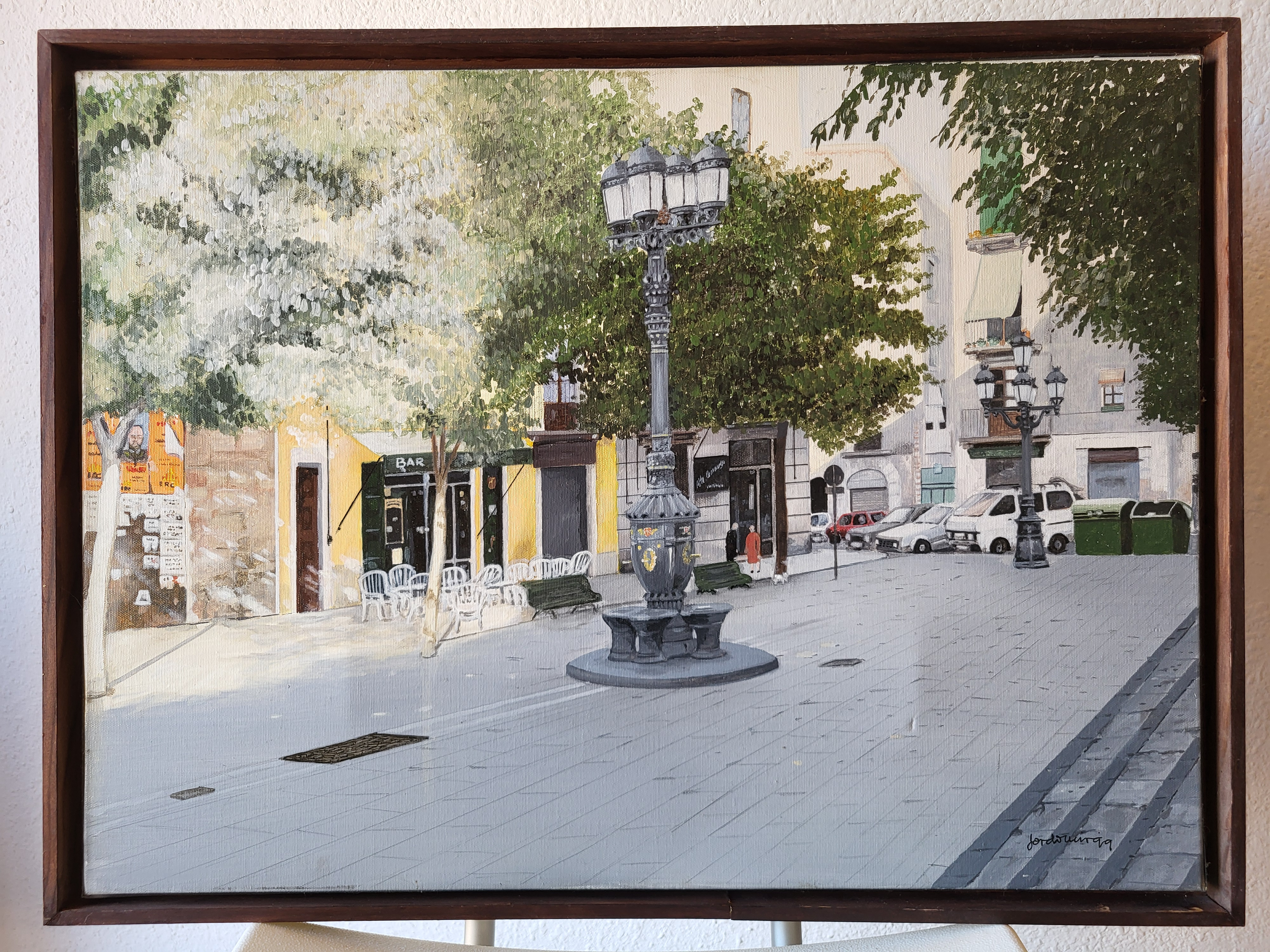
190 - Pl. St. Agusti Vell 2 (Barcelona) - 1999
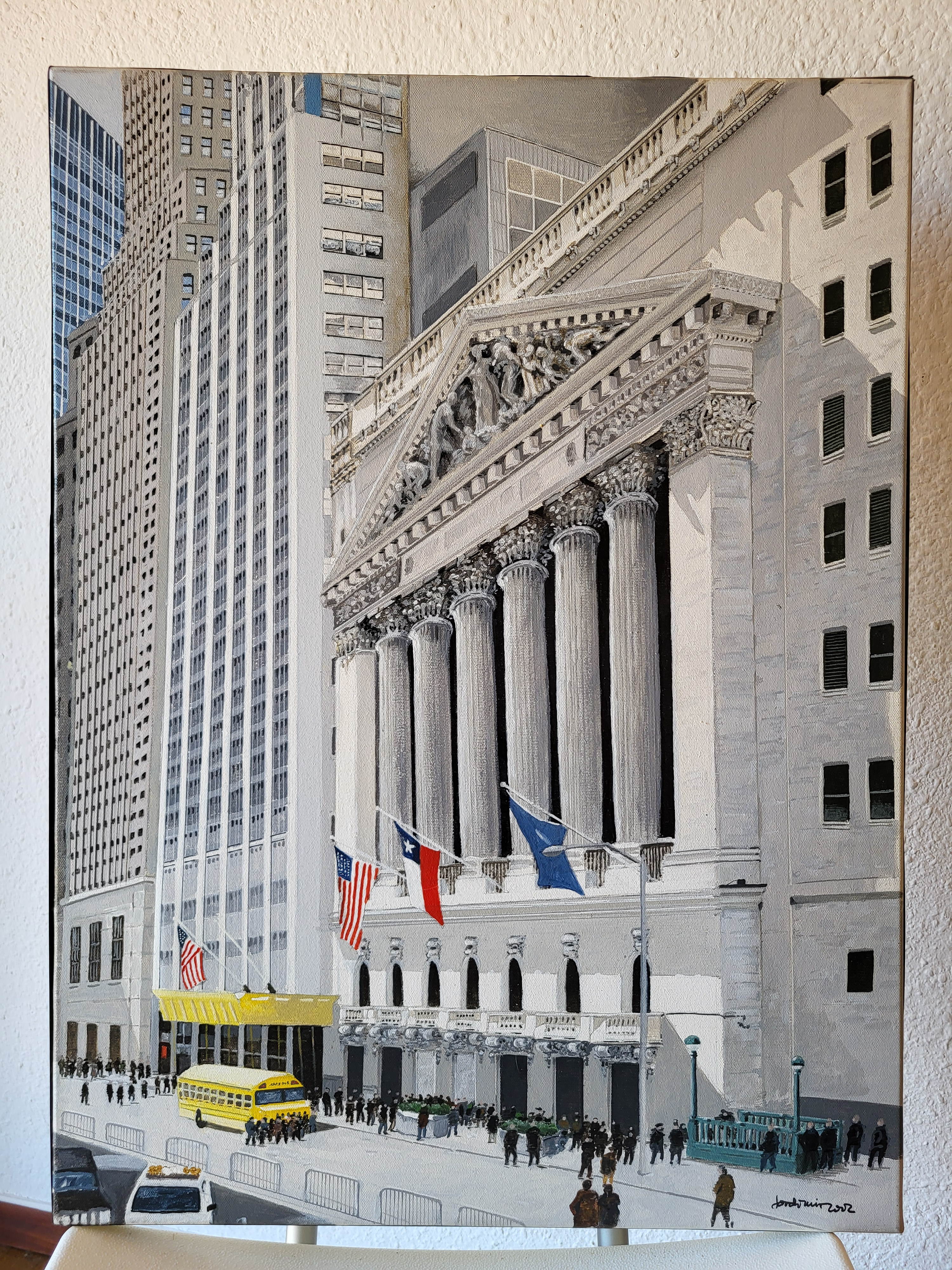
193 - (New York) - 2002
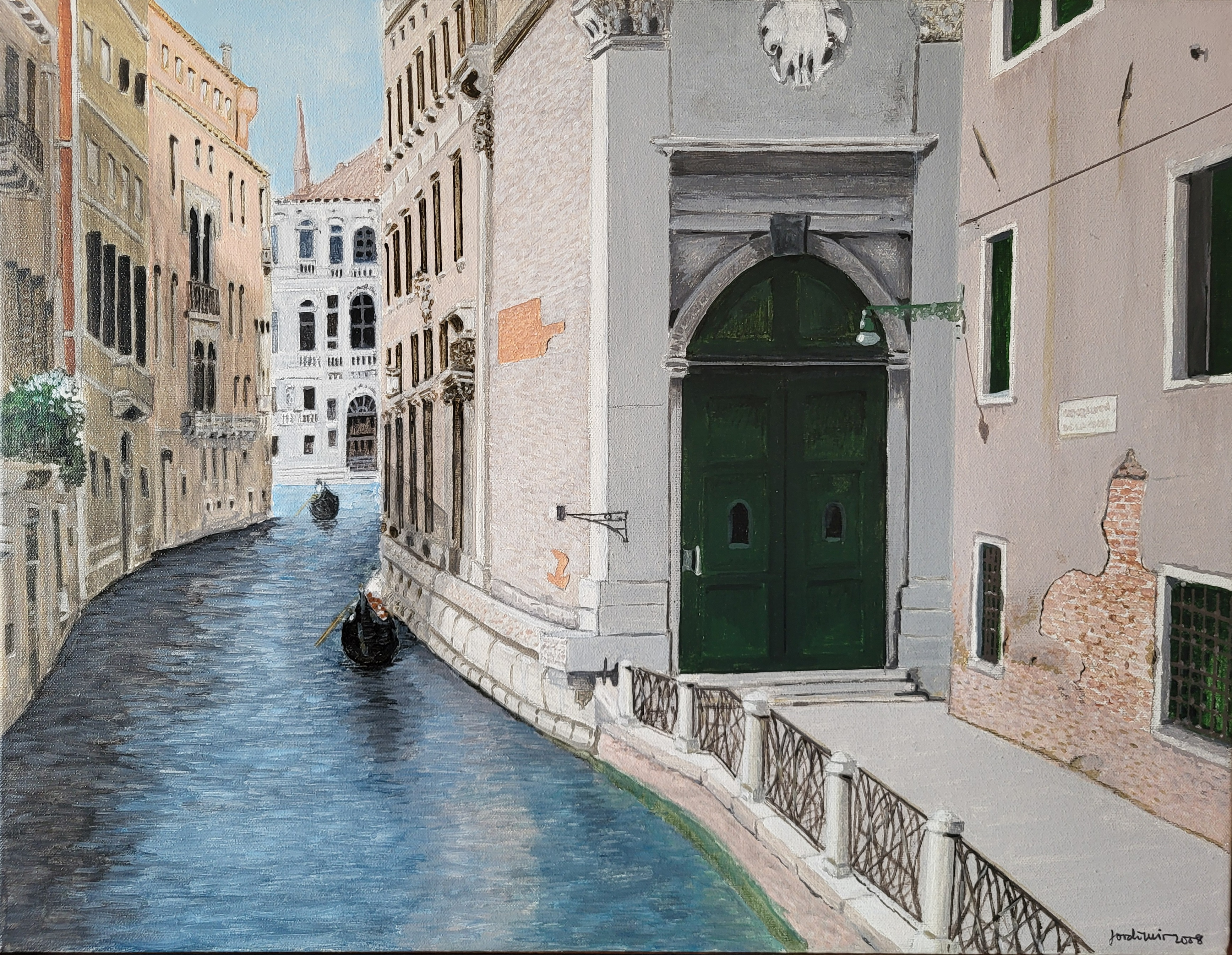
100 - Rincon de Venecia 2 - 2008
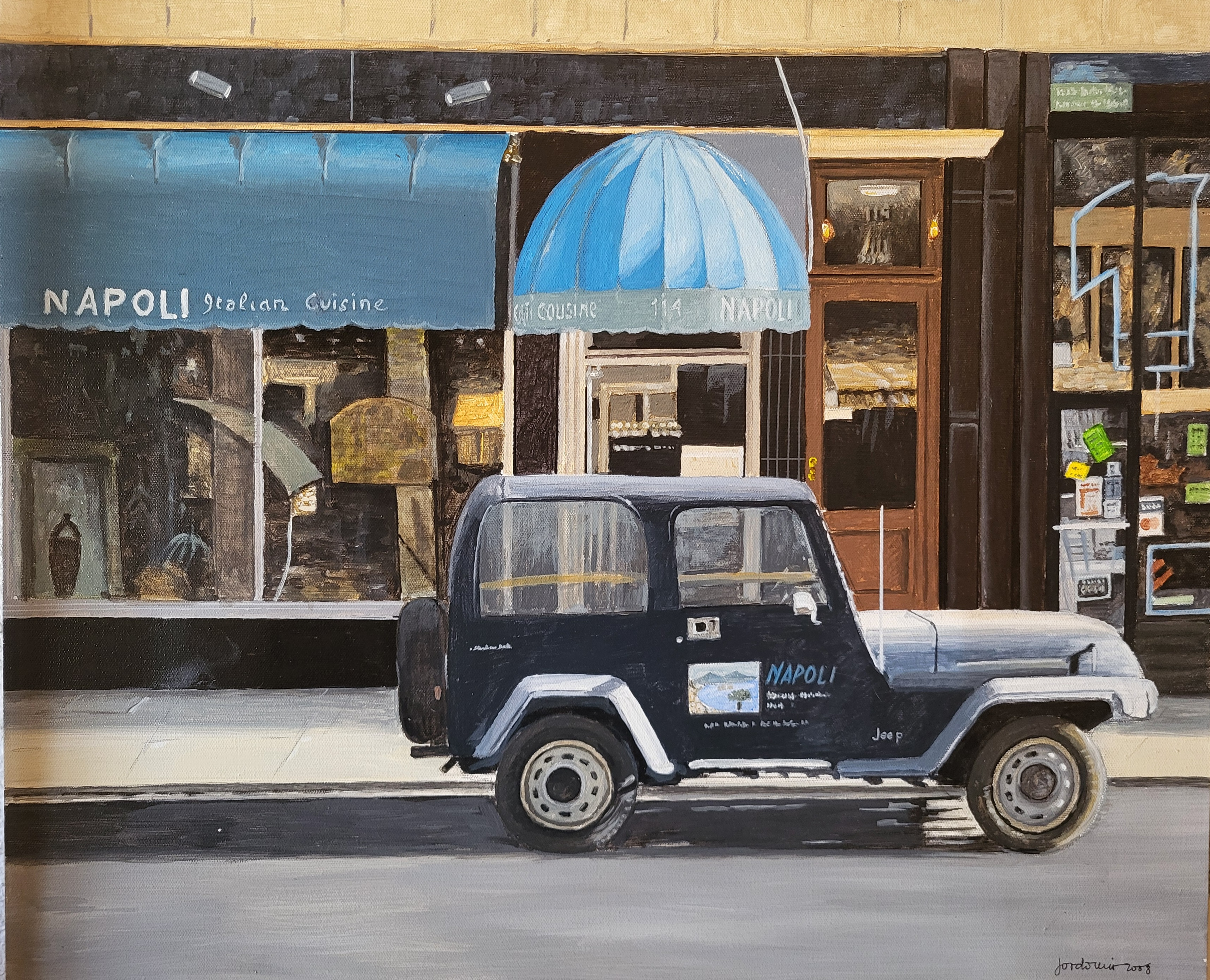
006 - Napoli (Paris) - 2008
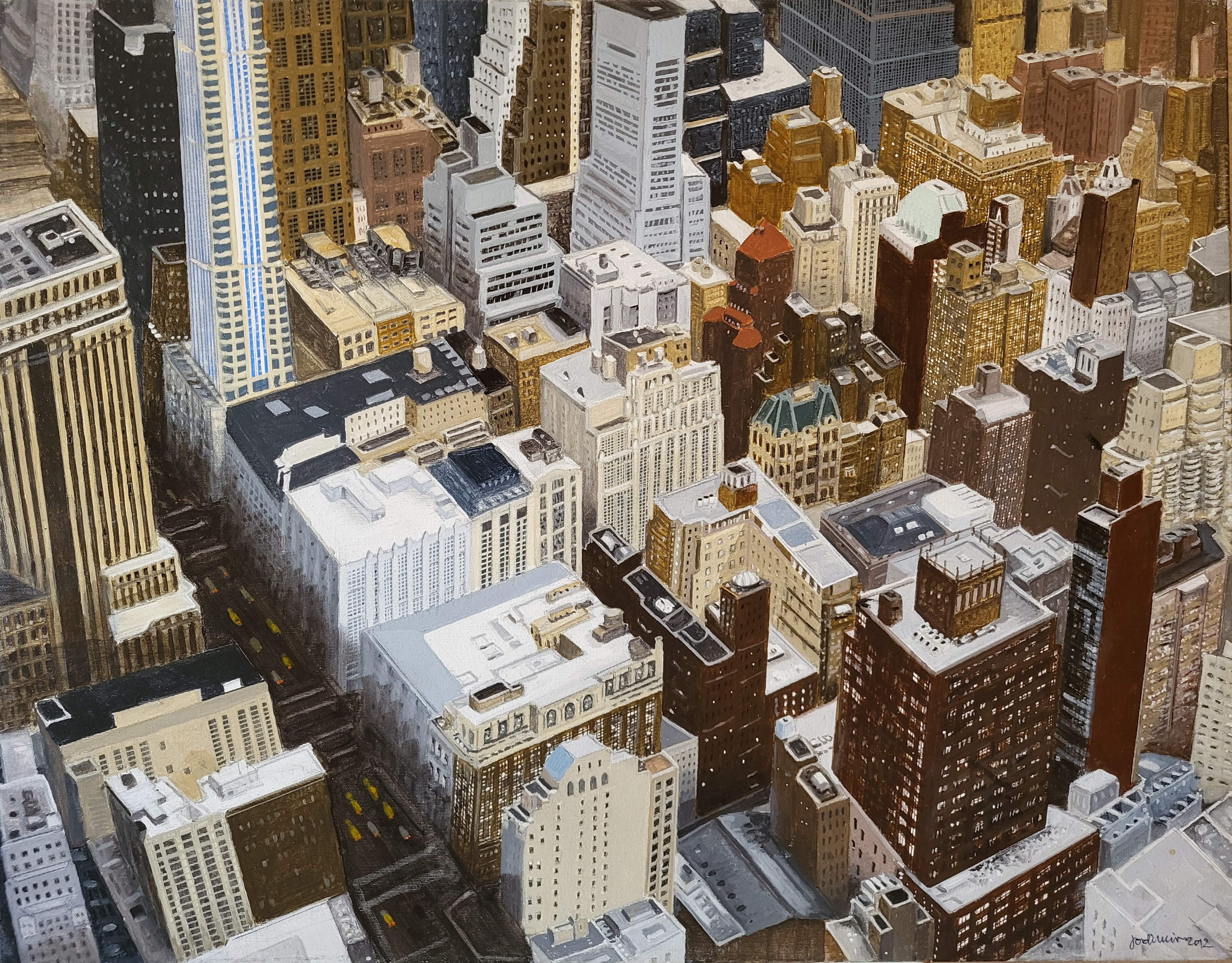
020 - Nova York - Vista d'ocell - 2012

## Exposiciones, por orden cronológico
- 1967-12-24 a 1968-01-07 - L'Hospitalet de Llobregat, Ayuntamiento de L'Hospitalet: Primera exposición de Jordi Mir, donde mostró una serie de obras que ya dejaban entrever su capacidad para plasmar el color y el movimiento con intensidad expresiva.

- 1968-11-23 a 12-08 - Manresa, Círculo Artístico de Manresa: Exposición colectiva con artistas locales. Jordi Mir presentó una serie de pinturas de enfoque figurativo y gran riqueza cromática.

- 1968-12-24 a 1969-01-09 - L'Hospitalet de Llobregat, Ayuntamiento de L'Hospitalet: Repitiendo presencia en el mismo espacio, el artista siguió mostrando una obra que destaca por la fuerza gestual y cromática.

- 1969-12-24 a 1970-01-11 - L'Hospitalet de Llobregat, Ayuntamiento de L'Hospitalet: Tercera exposición consecutiva en este espacio, donde se consolidó como presencia habitual en el circuito expositivo local.

- 1969 - Barcelona, Palacio de la Virreina (Ayuntamiento de Barcelona): Exposición colectiva bajo el patrocinio municipal. Jordi Mir participó con obra pictórica de formato medio, mostrando una evolución formal hacia una pintura más sintética.

- 1972-10-18 a 11-12 - Valladolid, Iglesia y claustro del antiguo colegio de las Dominicas francesas: Exposición individual fuera de Cataluña, donde se mostraron paisajes urbanos y marinos, con especial énfasis en los juegos de luz y perspectiva.

- 1973 - Barcelona, Palacio de la Virreina (Ayuntamiento de Barcelona): Participación en una exposición institucional de artes visuales contemporáneas.

- 1977-11-25 a 12-10 - Manresa, Círculo Artístico de Manresa: El artista presentó obras inspiradas en paisajes industriales y suburbanos, con una paleta más matizada e introspectiva.

- 1983-02-21 a 03-06 - Barcelona, Galería Época: Primera gran exposición en una galería privada de Barcelona. Jordi Mir mostró una colección de obras centradas en escenas urbanas nocturnas y retratos expresionistas.

- 1989-03-30 a 04-12 - Sabadell, Sala de Arte Negro: Exposición que recibió críticas positivas a la prensa local por su capacidad de sintetizar emociones en escenas cotidianas.

- 1990-10-02 a 10-15 - Barcelona, Sala de Arte De Casó: Obras con influencia del simbolismo y el expresionismo europeo. Destacó la serie “Figuras en movimiento”.

- 1991-08-01 a 08-15 - Segur de Calafell, Club Náutico: Muestra de verano con paisajes marítimos, donde experimenta con formatos grandes y texturas densas.

- 1993-04-17 a 05-02 - Cardedeu, Sala de las Columnas (Ayuntamiento): Exposición centrada en temáticas del mundo rural y periférico, con gran uso de la luz y el espacio.

- 1996-08-06 a 09-02 - Lleida, La Roca del Corb y Galería de Arte Mercè Solé: Exposición dual que combinó obras interiores (en la galería) y exteriores (espacios abiertos), en diálogo con el entorno natural.

- 2001-03-03 a 03-15 - Barcelona, Galería de Arte Magdalena Baxeras: Exposición de madurez artística. Incluye reciente obra sobre arquitectura urbana y retratos intimistas. Cobertura destacada en El Periódico (01/03/2001).

- 2003-03-04 a 03-17 - Barcelona, Galería Magdalena Baxeras: Reedición y ampliación de la muestra anterior, con nuevas piezas centradas en escenas de cafés, mercados y espacios cerrados.

- 2005-09-27 a 10-21 - Madrid, Galería Ra del Rey  [1]: Exposición titulada Nueva York. Pinturas de gran formato inspiradas en la ciudad norteamericana, tratadas con estilo expresionista. Incluyó postal promocional.

- 2008-05-26 a 06-20 - Madrid, Galería Ra del Rey  [2]: Nueva exposición en la capital española. Esta vez con la colección "Venecia", que trabajó las reflectiones y la arquitectura sobre el agua.

- 2009-09-05 a 09-22 - Lleida, Galería de Arte Amat : Última exposición documentada. Obras de pequeño formato, íntimas, con un trabajo esmerado de la luz y la perspectiva.

- (Sin fecha) — Barcelona, Galería de Arte Lleonart [2] (según revista Art [3]): Exposición en la que se destacó la “personalidad vibrante y comprometida” de la obra de Jordi Mir.

## Legado
Jordi Mir Gisbert supo transmitir con sinceridad su visión de las ciudades y de los espacios íntimos, manteniendo una actitud independiente y comprometida con el arte. Dejó un legado artístico que supera los 220 cuadros, combinando expresividad, sensibilidad urbana y una constante evolución estilística. Su obra se encuentra en numerosas colecciones particulares.